# Сан-Вито-аль-Тальяменто
Сан-Вито-аль-Тальяменто (итал. San Vito al Tagliamento) — коммуна в Италии, располагается в регионе Фриули-Венеция-Джулия, в провинции Порденоне.
Население составляет 15 078 человек (2015 г.), плотность населения составляет 246 чел./км². Занимает площадь 60 км². Почтовый индекс — 33078. Телефонный код — 0434.
Покровителями коммуны почитаются святой Вит, празднование 15 июня, а также святые Модест и Крискентия.
В 2015 г., по версии издания Il Sole, Сан-Вито был внесен в список сотни самых красивых городков Италии.

## Демография
Динамика населения:

## Администрация коммуны
- Официальный сайт: http://www.comune.san-vito-al-tagliamento.pn.it

## Галерея

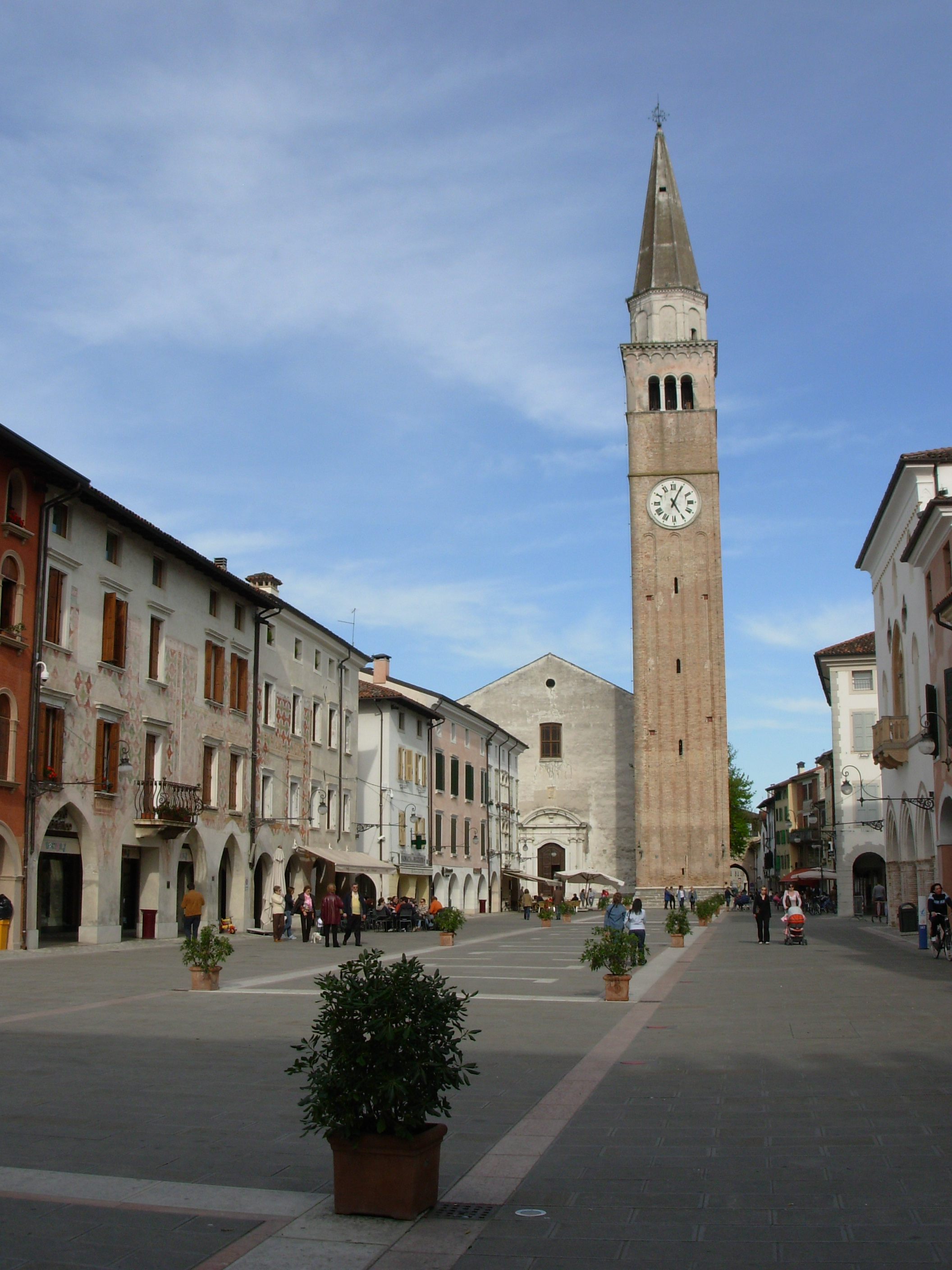
Piazza del Popolo con il Duomo
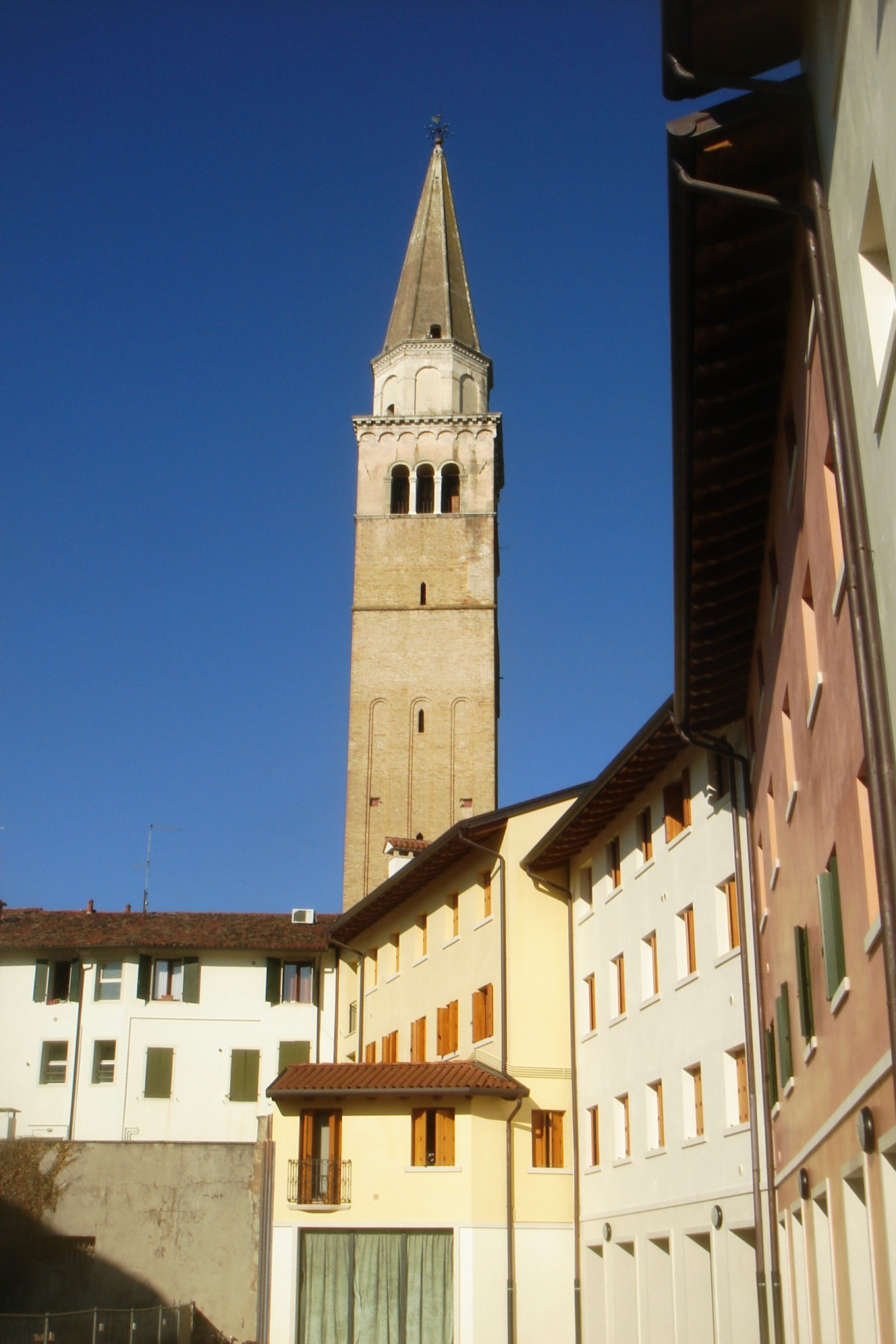
Il campanile visto dal cortile di un antico caseggiato del centro storico
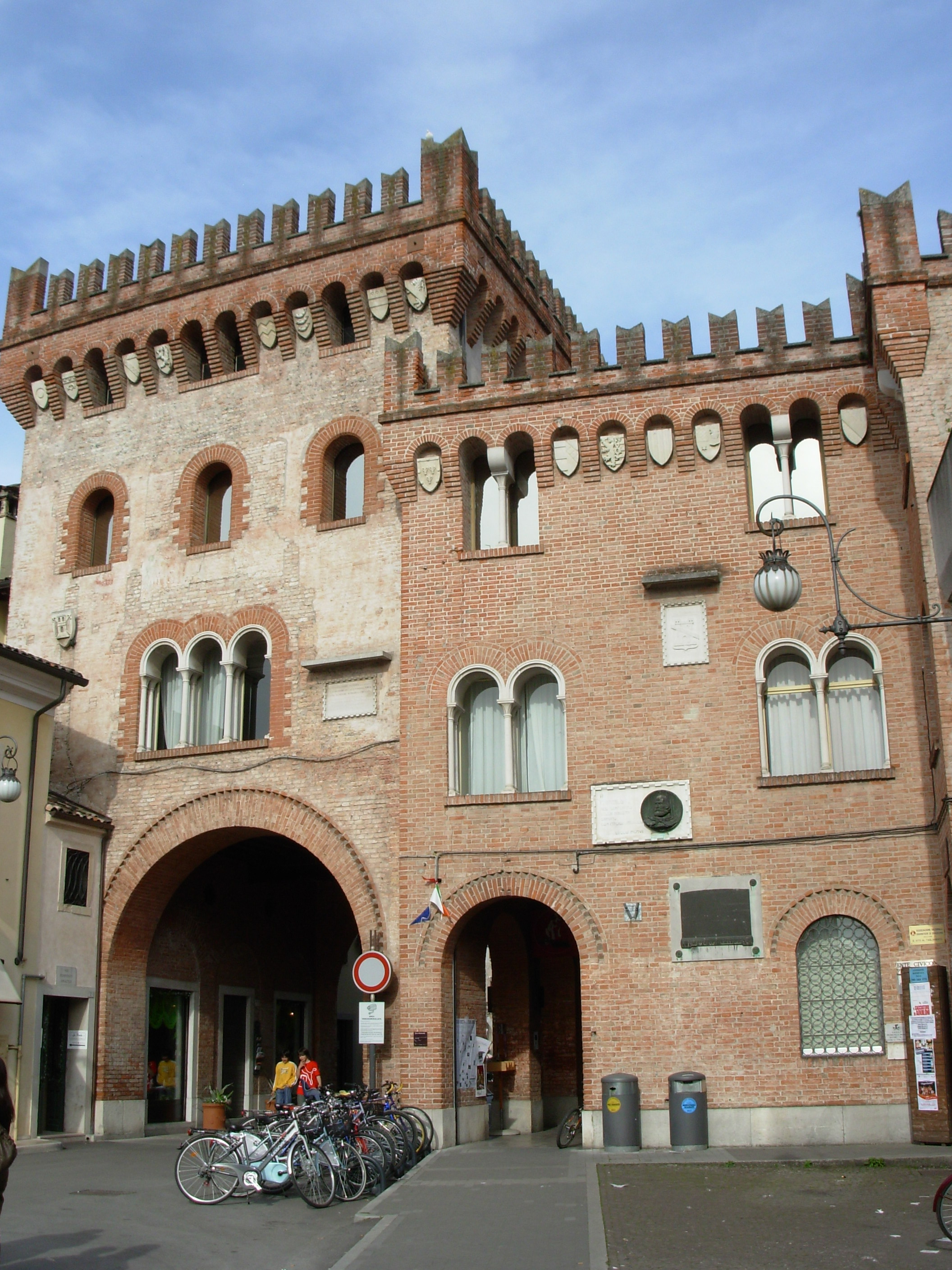
Torre Raimonda
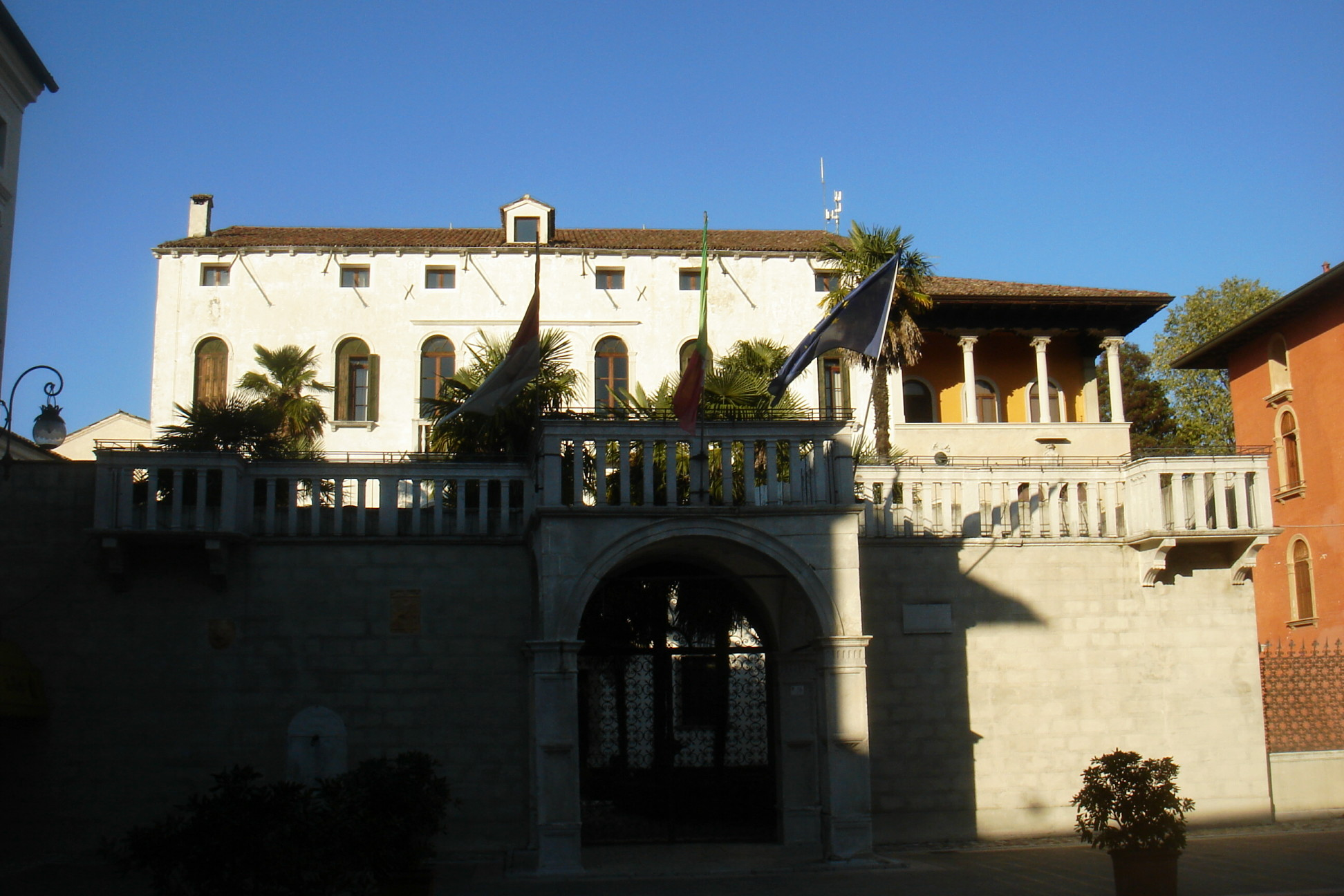
Il municipio
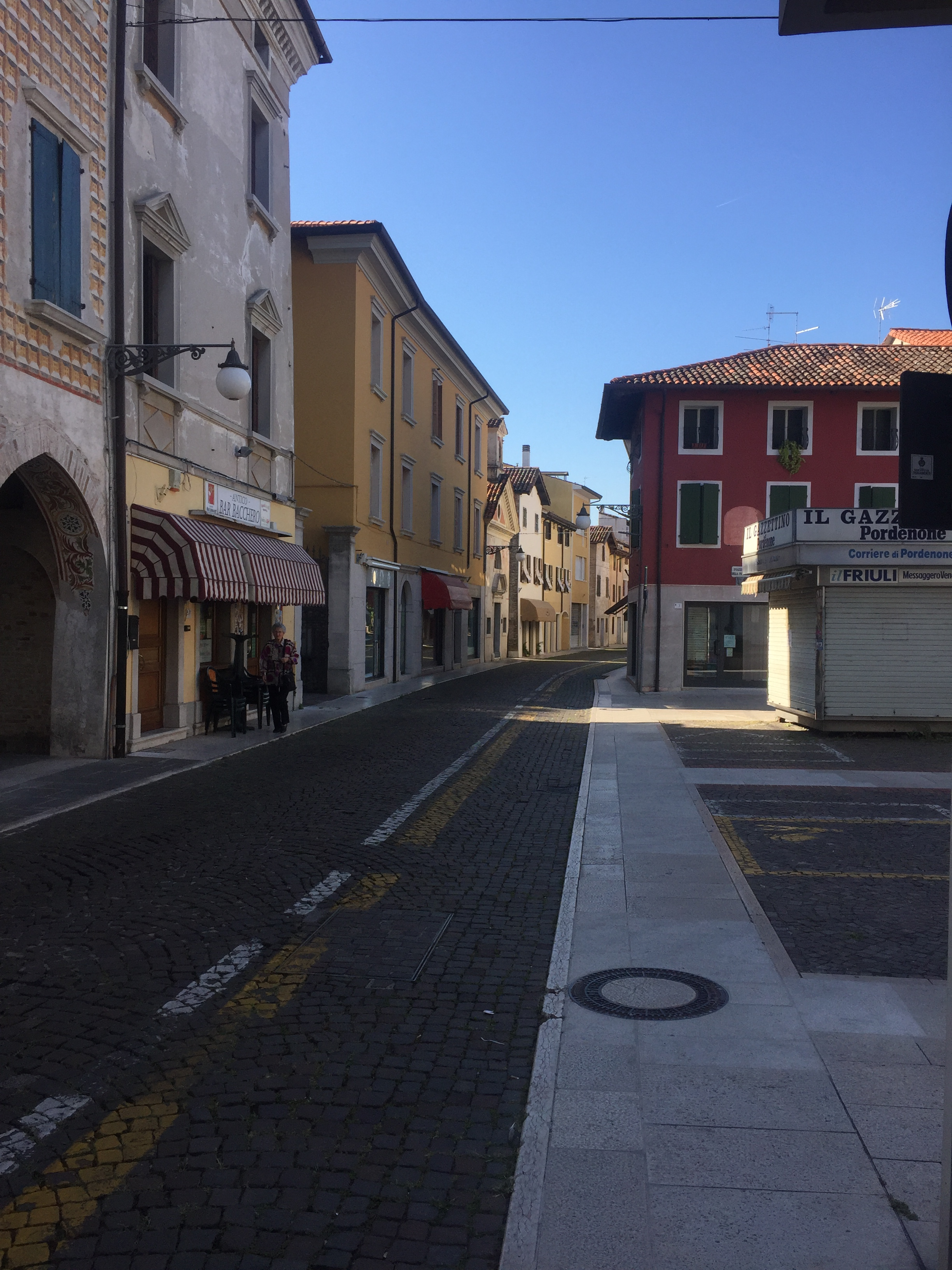
Задворки